# Myotis nipalensis
Myotis nipalensis és una espècie de ratpenat de la família dels vespertiliònids. Viu a l'Afganistan, Armènia, l'Azerbaidjan, la Xina, Geòrgia, l'Índia, l'Iran, el Kazakhstan, el Kirguizstan, el Nepal, el Tadjikistan, el Turkmenistan i l'Uzbekistan. Té una gran varietat d'hàbitats àrids i muntanyosos, incloent-hi boscos, matollars, herbassars i deserts. Al sud d'Àsia també se l'ha observat a jardins rurals i zones urbanes. És una espècie en risc mínim, és a dir, no sembla que hi hagi cap amenaça significativa per a la seva supervivència.